# Ooctonus hemipterus
Ooctonus hemipterus är en stekelart som beskrevs av Alexander Henry Haliday 1833. Ooctonus hemipterus ingår i släktet Ooctonus och familjen dvärgsteklar. Arten är reproducerande i Sverige. Inga underarter finns listade i Catalogue of Life.